# Zoologischer Garten Breslau
Der Städtische Zoologische Garten in Breslau ist der Zoo der Stadt Breslau. Mit einer Fläche von ca. 33 Hektar ist er einer der größten Zoos Polens. Gezeigt werden über 12.000 Tiere, die 1100 Arten repräsentieren (in Bezug auf die Anzahl der Tierarten ist es die drittgrößte der Welt).

## Geschichte

### 1864–1945
Bereits während der Gründungs- und Aufbauphase des Zoologischen Gartens wurde dem Arzt Franz Schlegel aus Altenburg am 1. August 1864 das Direktorat übergeben. Die Eröffnung des Zoos erfolgte am 10. Juli 1865.
Es war die neunte deutsche Zoogründung. Zur Eröffnung waren unter anderem ein Bärenzwinger, ein Wolfsbau sowie Häuser für Wildschweine, Hirsche, Fasanen, Büffel, Kamele, Eulen, Adler und kleine Raubtiere fertiggestellt. Der Tierbestand umfasste zur Eröffnung 189 zumeist heimische Tiere.

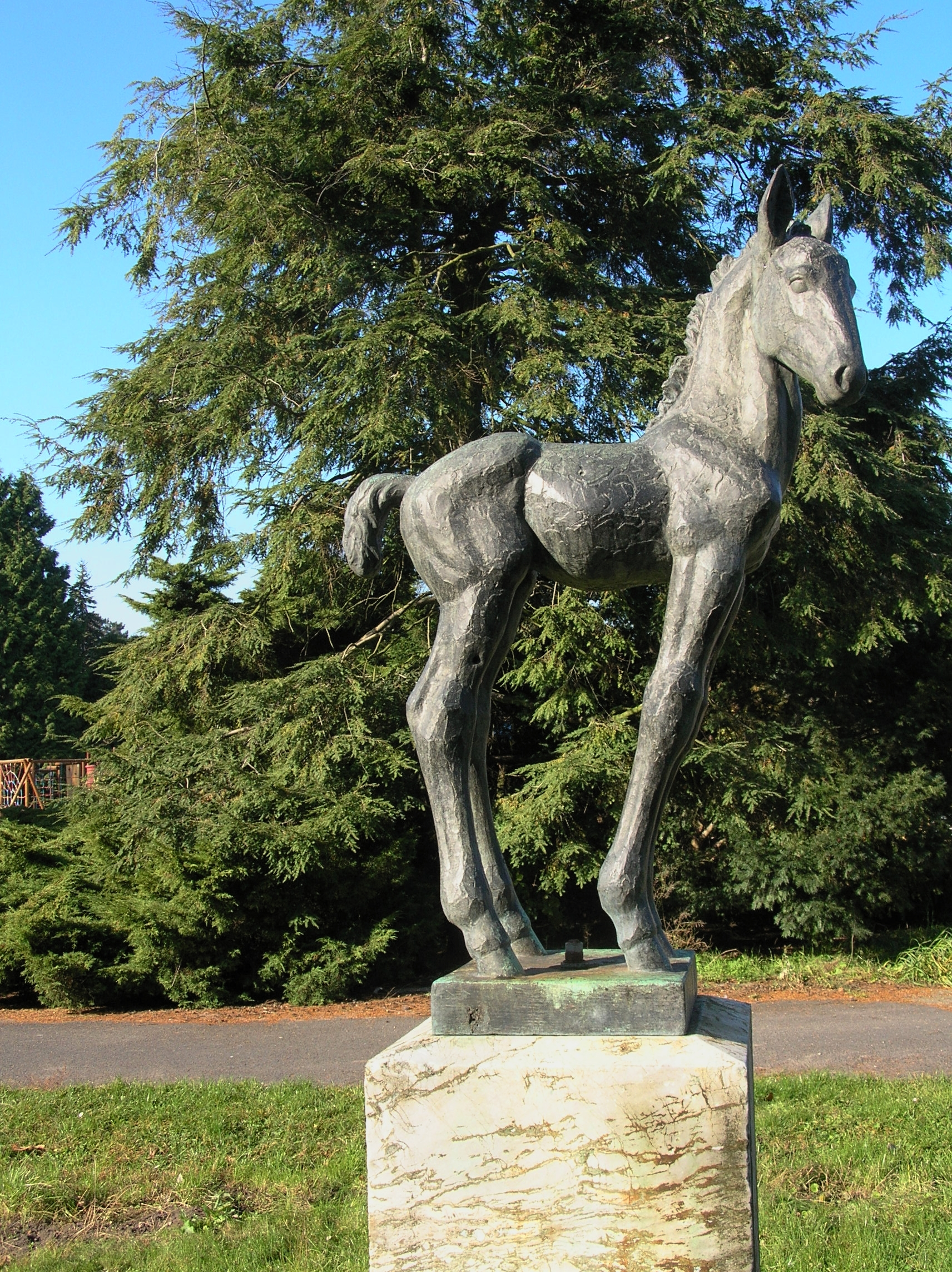
Fohlen-Statue im Breslauer Zoo. Inge Jaeger-Uhthoff, 1939, Berlin

Aktie über 1000 RM der AG Breslauer Zoologischer Garten vom Juli 1938

Zehn Jahre nach der Eröffnung wurde das Große Raubtierhaus eröffnet. Unter Schlegels Nachfolger auf dem Direktorenposten, Hermann Stechmann, wurden in den Jahren 1886 bis 1890 verstärkt neue Tierhäuser gebaut, die das internationale Ansehen des Zoos weiter förderten.
1867 gab Direktor Franz Schlegel einen der weltweit ersten Zooführer „Führer im zoologischen Garten bei Breslau“ mit Lageplan und Geländeübersicht sowie einem Verzeichnis der Gehege mit den Gebäuden und den darin befindlichen Tieren heraus. 1872 erschien dieser Schlegelsche Zooführer in elfter, erweiterter Auflage. Zum 25-jährigen Jubiläum des Zoos erschien 1890 ein erweiterter Zooführer mit Lageplan und 48 Fotoansichten des Zoos und seiner Tiere.
Nachdem Friedrich Grabowsky 1901 die Leitung übernommen hatte, umfasste der Tierbestand zeitweilig 1800 Tiere in 650 Arten.
Aufgrund der Zerstörung und wirtschaftlichen Krise nach dem Ersten Weltkrieg wurde der Zoo 1921 geschlossen und diente in den Folgejahren als Konzertgarten. Erst im Mai 1927 wurde er wieder eröffnet, zeigte dann aber bereits wieder 1850 Tiere in 480 Arten.
Ein für Anfang der 1930er Jahre geplantes Aquarienhaus konnte aufgrund der schlechten Finanzlage des Zoos nicht verwirklicht werden.
1935 wurde mit einer Anlage für Pinguine die erste Freianlage des Zoos eröffnet. Damit folgte der Zoo der Entwicklung, die mit der Eröffnung von Hagenbecks Tierpark in Hamburg-Stellingen begann, Tiere in einer Landschaftsumgebung möglichst ohne Gitter zu präsentieren. Ab 1937 wurde mit dem Ausbau eines Erweiterungsgeländes begonnen, in diesem Rahmen wurden eine Robbenanlage, eine Bärenfreianlage und eine Freianlage für Paviane geschaffen.
Bei Ausbruch des Zweiten Weltkrieges waren wieder 650 Arten im Tierbestand des Zoos. Am 7. Oktober 1944 fielen die ersten Fliegerbomben auf den Zoo, wenige Wochen später lag der Zoo in Trümmern. Am 9. Mai 1945 übergaben die sowjetischen Militärbehörden die Verwaltung der Stadt Breslau an Polen.

### 1948 bis heute
Am 16. Juli 1948 eröffnete die Breslauer Universität den Zoo erneut mit einem Bestand von etwa 150 Tieren. Nach 1956 wurde das Gelände erweitert. Im Jahr 1998 beging der Zoo sein 50-jähriges Bestehen in Polen.
Der aktuelle Zoodirektor ist Sergiusz Kmiecik (kommissarischer Geschäftsführer).
Eine Attraktion des Zoos ist das im Jahr 2014 eröffnete Afrikarium-Ozeanarium mit den Themenbereichen: Rotes Meer, Nilpferde und große Seen, Haifischbecken, Skelettküste Namibia und Kongohalle. Eine weitere Attraktion ist das Odrarium (Fauna des Oder-Einzugsgebiets). 2018 konnten weitere neue Anlagen eröffnet werden. So gibt es nun einen Auslauf für Schneeleoparden und Nebelparder, eine Fischotteranlage im Odrarium sowie einen Auslauf für Wölfe. Darüber hinaus plant die Zooverwaltung, erstmals seit 1989 wieder Gorillas auf dem Gelände anzusiedeln. Sie sollen eine 1,5 Hektar große Fläche bekommen.

## Zoodirektoren
- Franz Schlegel (1822–1882)
vom 1. August 1864 bis 7. März 1882
- Hermann Stechmann (1840–1900)
vom 15. Mai 1882 bis 3. September 1900
- Friedrich Grabowsky (1857–1929)
vom 18. März 1901 bis 26. Januar 1929
- Hans Honigmann (1891–1943)
von März 1929 bis 1. Mai 1934
- Martin Schlott (1891–1950)
vom 1. November 1934 bis 15. März 1946
- Karol Łukaszewicz (1901–1973)
vom 1. Juni 1947 bis 1966
- Antoni Gucwiński (1932–2021) zusammen mit seiner Frau Hanna Gucwińska[8]
von Sommer 1966 bis 31. Dezember 2006
- Radosław Ratajszczak (* 1957)
vom 2. Januar 2007 bis 28. Februar 2022
- Joanna Kasprzak und Mirosław Piasecki
vom 1. März 2022 bis 21. April 2024
- Joanna Kasprzak
vom 21. April bis 26. Juli 2024
- Sergiusz Kmiecik (* 1978)
26. Juli bis 23. Oktober 2024 (kommissarischer Geschäftsführer; bis zur Wahl eines neuen Direktors)[9]
- Tomasz Jóźwik[10][11]
seit 24. Oktober 2024